# Derby du Canal de Suez
Le Derby du Canal de Suez oppose les deux meilleures équipes de football dans la région du Canal de Suez en Égypte, le club d'Al-Masry SC et le club d'Ismaily SC.

## Histoire
Dès leurs création, ils sont devenues les clubs les plus forts de la région et commence à s'affronter dans la Ligue du Canal dans les années 1930 bien avant la création du championnat.
Les plus grosses victoires entre ces deux équipes sont le 7-2 qu'a infligé Al Masry à Ismaily lors de la Coupe du Sultan Hussein en 1934 ainsi que le 6-1 qu'a infligé Al Masry à Ismaily lors de la coupe d'Égypte en 1947.
Ismaily mettras un 5-0 à Al Masry en championnat (saison 1997-1998).

## Bilans
| Compétition             | Total | Ismaily | Nuls | Al-Masry |
| ----------------------- | ----- | ------- | ---- | -------- |
| Championnat d'Égypte    | 123   | 53      | 44   | 26       |
| Coupe d'Égypte          | 7     | 3       | 2    | 2        |
| Coupe de la Ligue       | 1     | 0       | 0    | 1        |
| Coupe du Sultan Hussein | 3     | 0       | 0    | 3        |
| Ligue du Canal          | -     | -       | -    | -        |
| Total                   | 134   | 56      | 46   | 32       |

## Palmarès
| Clubs    | Championnat | Coupe | Coupe du Sultan Hussein | Ligue du Canal | Ligue des champions de la CAF | Total |
| -------- | ----------- | ----- | ----------------------- | -------------- | ----------------------------- | ----- |
| Al-Masry | 0           | 1     | 3                       | 17             | 0                             | 21    |
| Ismaily  | 3           | 2     | 0                       | 1              | 1                             | 7     |

### Meilleurs Buteurs
| Joueur             | Équipe   | Buts |
| ------------------ | -------- | ---- |
| El-Sayed Al Dhizui | Al Masry | 12   |
| Emad Soliman       | Ismaily  | 10   |
| Shehta             | Ismaily  | 9    |
| Mosaad Nour        | Al Masry | 8    |
| Khaled El-Kammash  | Ismaily  | 7    |